# Lescout
Lescout ist eine französische Gemeinde mit 774 Einwohnern (Stand: 1. Januar 2022) im Département Tarn in der Region Okzitanien. Sie gehört zum Arrondissement Castres und zum Kanton Le Pastel. 
Sie grenzt im Nordwesten an Saint-Germain-des-Prés, im Nordosten an Soual, im Südosten an Verdalle, im Süden an Saint-Avit und dazwischen an Dourgne mit einem Berührungspunkt und im Südwesten an Lempaut.

## Bevölkerungsentwicklung
| Jahr      | 1962 | 1968 | 1975 | 1982 | 1990 | 1999 | 2008 | 2015 |
| --------- | ---- | ---- | ---- | ---- | ---- | ---- | ---- | ---- |
| Einwohner | 266  | 245  | 254  | 344  | 416  | 409  | 534  | 700  |